# 173 (число)
173 (Сто сімдеся́т три) — натуральне число між  172 та  174.

## У математиці
- 40-ве просте число
- Тринадцяте просте число Софі Жермен
- Сума трьох  простих чисел поспіль {\displaystyle (53+59+61=173).}

## В інших галузях
- 173 рік, 173 до н. е.
- NGC 173 —  спіральна галактика (Sc) в сузір'ї Кит.
- Близько 173 років займає повна зміна води у Верхньому озері [1]